# Falkbeer-Gegengambit
|   | a | b | c | d | e | f | g | h |   |
| 8 |   |   |   |   |   |   |   |   | 8 |
| 7 |   |   |   |   |   |   |   |   | 7 |
| 6 |   |   |   |   |   |   |   |   | 6 |
| 5 |   |   |   |   |   |   |   |   | 5 |
| 4 |   |   |   |   |   |   |   |   | 4 |
| 3 |   |   |   |   |   |   |   |   | 3 |
| 2 |   |   |   |   |   |   |   |   | 2 |
| 1 |   |   |   |   |   |   |   |   | 1 |
|   | a | b | c | d | e | f | g | h |   |

Die Grundstellung des Falkbeer-Gegengambits nach 2. … d7–d5
Das Falkbeer-Gegengambit ist eine Eröffnungsvariante im Schach. Es entwickelt sich aus dem Königsgambit, benannt nach Ernst Falkbeer. In den ECO-Codes wird es unter C31 und C32 klassifiziert.
Das Gegengambit entsteht nach den Zügen:
1. e2–e4 e7–e5 2. f2–f4 d7–d5
Anstatt den angebotenen Bauern auf f4 zu schlagen, bietet Schwarz selbst einen Bauern, um den weißen Figuren wichtige Felder zu nehmen und die Initiative zu ergreifen. Die Auffassung Siegbert Tarraschs, mit dieser scharfen Form der Ablehnung werde das Königsgambit nachhaltig widerlegt, konnte sich jedoch nicht durchsetzen.

## Varianten
Hüten muss sich Weiß vor dem Schlagen des Bauern auf e5 im dritten Zug:
- 3. f4xe5? verliert sofort wegen Dd8–h4+. Nach 4. g2–g3 gewinnt Schwarz mit Dh4xe4+ einen ganzen Turm. 4. Ke1–e2 Dh4xe4+ hetzt den weißen König zum Matt.
- Bei 3. e4xd5 e5xf4 geht das Spiel manchmal durch Zugumstellung durch 4. Sg1–f3 in die moderne Verteidigung des Königsspringergambits und nach 4. Lf1–c4 in das Königsläufergambit über. Eine Alternative ist 4. Lf1–b5+ c7–c6 5. d5xc6 Sb8xc6.

|   | a | b | c | d | e | f | g | h |   |
| 8 |   |   |   |   |   |   |   |   | 8 |
| 7 |   |   |   |   |   |   |   |   | 7 |
| 6 |   |   |   |   |   |   |   |   | 6 |
| 5 |   |   |   |   |   |   |   |   | 5 |
| 4 |   |   |   |   |   |   |   |   | 4 |
| 3 |   |   |   |   |   |   |   |   | 3 |
| 2 |   |   |   |   |   |   |   |   | 2 |
| 1 |   |   |   |   |   |   |   |   | 1 |
|   | a | b | c | d | e | f | g | h |   |

Stellung nach 3. exd4 e4–e5 4. d2–d3
Die Hauptvariante ergibt sich nach 3. e4xd5:
- 3. … Dd8xd5 entwickelt die Dame wie in der Skandinavischen Verteidigung. Es kann folgen 4. Sb1–c3 Dd5–a5 5. Sg1–f3 e5xf4.
- 3. … Lf8–c5 wurde erstmals 1882 gespielt vom Großmeister und Experten des Königsgambits Michail Tschigorin. Weiß muss die nächsten Züge sehr genau spielen.
  - 4. Sb1–c3!? e5xf4
  - 4. Sg1–f3 e5–e4
  - 4. Dd1–e2! mit Ideen ähnlich dem Metz-Angriff im Nimzowitsch-Gegengambit.
- 3. … e5–e4, das eigentliche Gambit. Der vorgeschobene Bauer auf e4 unterbindet die natürliche Entwicklung des weißen Königsspringers, weswegen der Weiße am besten versucht, mit 4. d2–d3 die schwarze Zentrumsstellung aufzulösen.
  - 4. … e4xd3?! 5. Dd1xd3 und Weiß hat bei ausgeglichener Stellung einen Mehrbauern.
  - 4. … e4–e3?! 5. Dd1–f3 und Weiß kann den Bauern erobern.
  - 4. … Dd8xd5
    - Von der Theorie wird 5. Dd1–e2 Sg8–f6 6. Sb1–c3 Lf8–b4 7. Lc1–d2 bevorzugt, was durch Zugumstellung zur folgenden Variante führt:
    - 5. Sb1–c3!? mit Angriff auf die Dame d5. 5. … Lf8–b4 fesselt den Springer c3 an den König. 6. Lc1–d2 und der Springer ist nicht mehr gefesselt. 6. … Lb4xc3 7. Ld2xc3 Weiß erhält das Läuferpaar. Der Läufer c3 greift nun den unverteidigten Bauern g7 an.

  - 4. … Sg8–f6 5. d3xe4 Sf6xe4
    - 6. Lc1–e3
    - 6. Sg1–f3 Lf8–c5 mit der Drohung … Se4–f2 (gabelt Dame und Turm) oder … Lc5–f2+. 7. Dd1–e2 fesselt den Springer an den König e8. 8. … Lc8–f5 9. Sb1–c3 (9. g2–g4? greift den Verteidiger des Springers e4 an. (Auf 9. … Lf5xg4? folgt 10. De2xe4+) 9. … 0–0! 10. g4xf5 Tf8–e8 stellt eine Reihe Drohungen auf. … Se4–f2 greift den Turm h1 an. Die Dame kann wegen der Fesselung nicht schlagen. Auf 11. Sf3–e5? folgt 11. … Dd8–h4+!. Bester Zug ist 11. De2–g2 Se4–f2+ 12. Lf1–e2 Sf2xh1 13. Dg2xh1 Dd8xd5 mit Vorteil für Schwarz.)
- 3. … c7–c6, das Nimzowitsch-Gegengambit